# La Capelle (Aisne)
La Capelle is een gemeente in het Franse departement Aisne (regio Hauts-de-France). De plaats maakt deel uit van het arrondissement Vervins. La Capelle telde op 1 januari 2022 1.757 inwoners.
Het stadje ligt op de drukke N2 tussen Maubeuge en Laon, een oude Romeinse weg die de voornaamste wegverbinding tussen Brussel en Parijs vormde voordat een autosnelweg werd aangelegd.

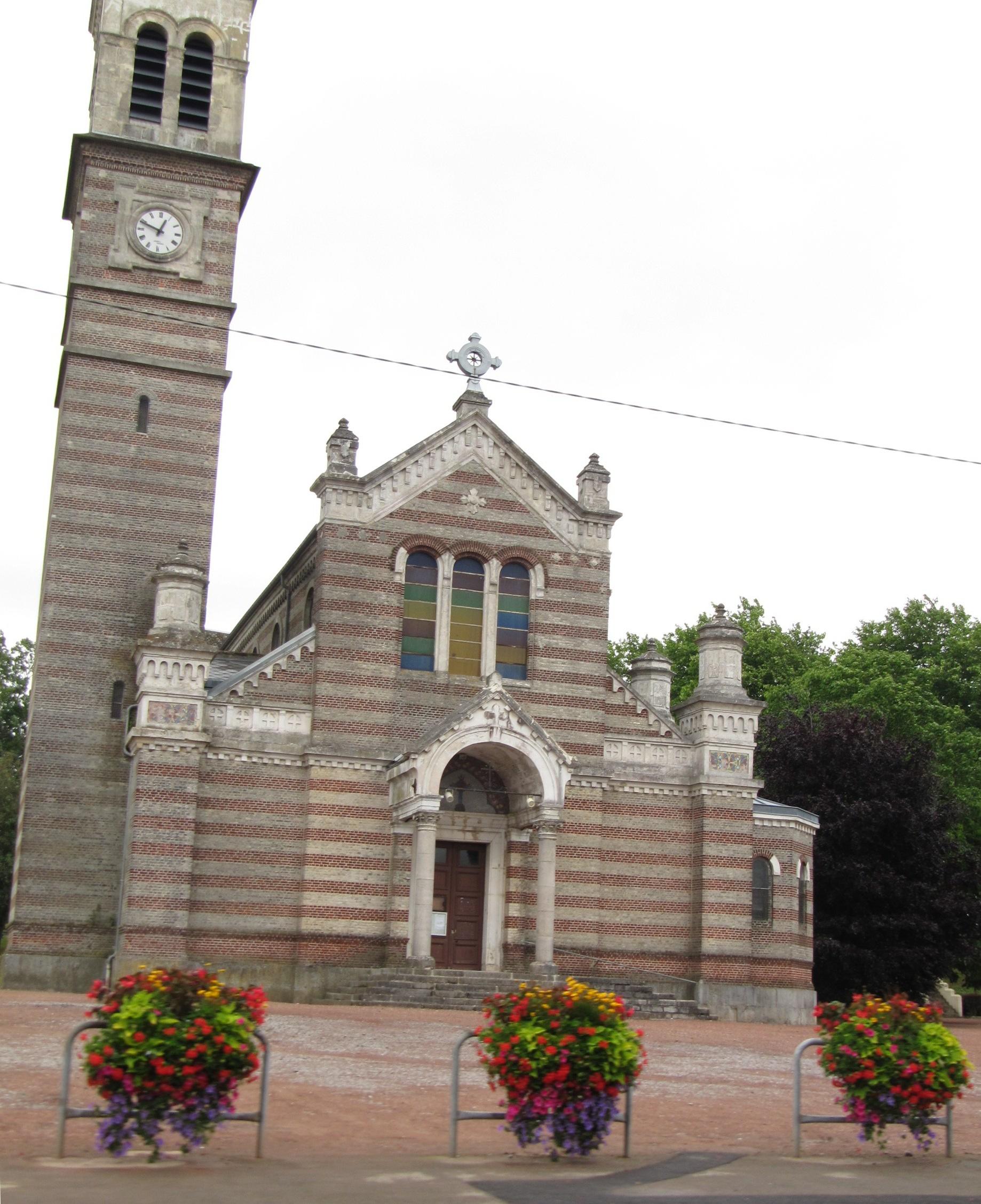
Voorgevel kerk

Slechts weinig herinnert nog aan de versterkingen die ooit door Vauban gebouwd werden. Het meest opvallende gebouw is een nogal bizarre 19de-eeuwse kerk die het werk is van Charles Garnier, de architect van de Parijse Opera.
Even buiten de stad herinnert een monument, de zogenaamde Pierre d'Haudroy, eraan dat op 7 november 1918, op het einde van de Eerste Wereldoorlog, de Duitse onderhandelaars voor een wapenstilstand op deze plaats de Franse linies bereikten. Ze werden vanuit La Capelle geleid naar de wagon in het bos van Compiègne, waar op 11 november de wapenstilstand werd getekend.

## Geografie
De oppervlakte van La Capelle bedroeg op 1 januari 2022 12,26 vierkante kilometer; de bevolkingsdichtheid was toen 143,3 inwoners per km².
De onderstaande kaart toont de ligging van La Capelle met de belangrijkste infrastructuur en aangrenzende gemeenten.

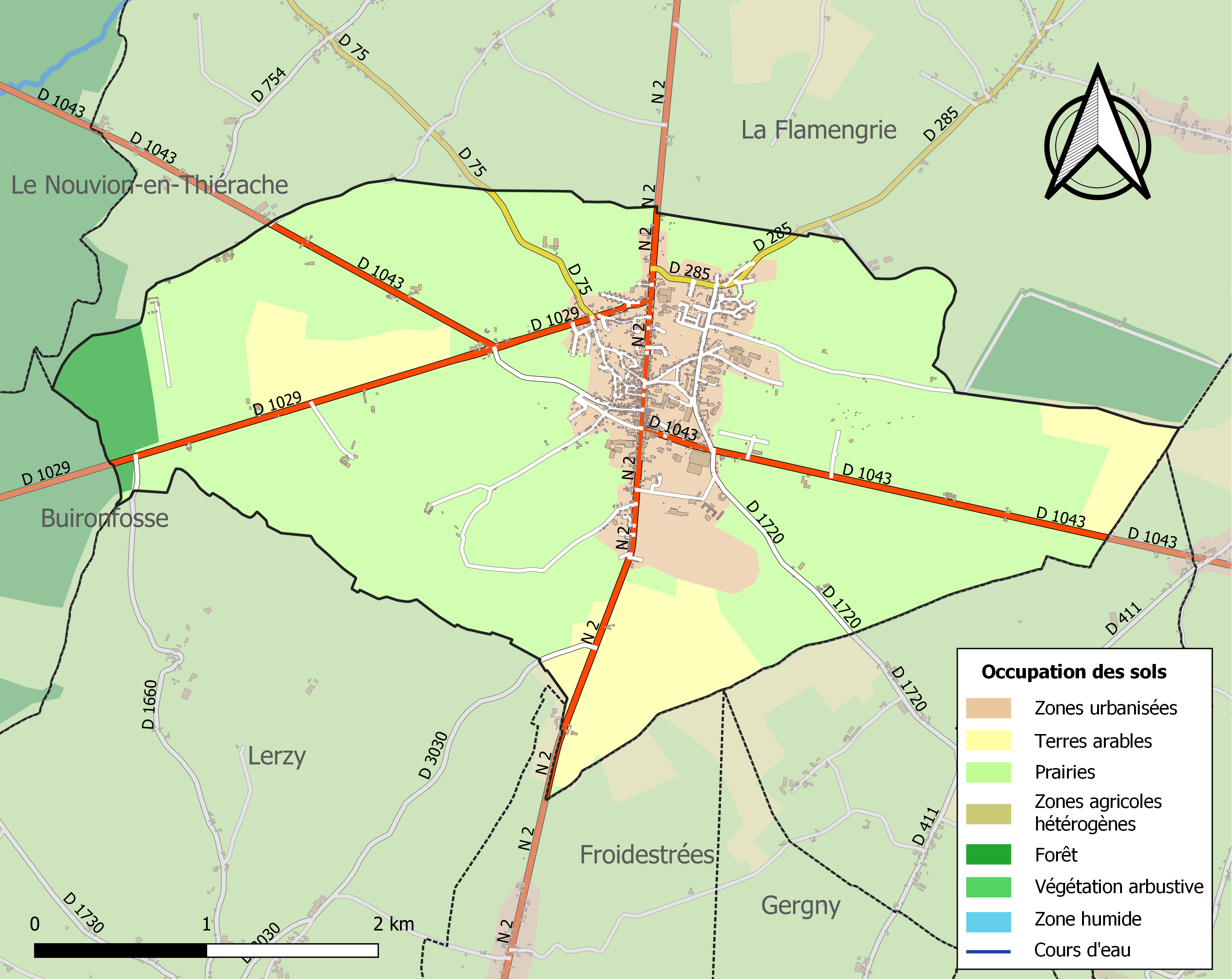

## Demografie
Onderstaande figuur toont het verloop van het inwonertal (bron: INSEE-tellingen).
Vanwege een beveiligingsprobleem met de MediaWiki Graph-software is het momenteel niet mogelijk deze grafiek weer te geven. Zodra de software is bijgewerkt zal de grafiek vanzelf weer zichtbaar worden.

## Geboren in La Chapelle
- Leo Dehon (1843-1925), rooms-katholiek priester; stichter van de congregatie van het Heilig Hart (s.c.j.)